# Alter Bridge
Alter Bridge é uma banda americana de hard rock e metal alternativo formada em 2004, em Orlando, Flórida.
A banda surgiu como um novo projeto do guitarrista e compositor Mark Tremonti, do baterista Scott Phillips e seu antigo companheiro, o baixista Brian Marshall, com a pausa nas atividades de sua antiga banda Creed, quando esses três músicos contrataram Myles Kennedy, ex-vocalista do The Mayfield Four, e atual vocalista da banda de Slash, como vocalista principal e, mais tarde, também guitarrista.
A sonoridade do Alter Bridge tem sido descrita como hard rock, post-grunge, metal alternativo e às vezes metal progressivo, tendo a banda desde canções pesadas, mais ligadas ao heavy metal, até as mais leves e que são executadas em formato acústico nas apresentações ao vivo.

## História

### Formação
Com a pausa do Creed em 2004, Mark Tremonti e Scott Phillips resolveram criar um projeto que, segundo Tremonti "era algo que ansiava não apenas profissionalmente, mas também pessoalmente. Algo mais voltado ao rock & roll" ou seja, algo mais introspectivo, com mais sentimento, mas sem perder o peso e a melodia. Os dois passaram a tocar a dois sempre que tinham tempo. "Nós começamos a perceber que partilhávamos a mesma visão, e com isso, ficamos ansiosos de voltar aos palcos" - disse Tremonti.
Chamaram então seu amigo Brian Marshall, que saiu do Creed após sérias desavenças com o vocalista Scott Stapp. A essa altura, Marshall trabalhava como produtor no seu estúdio caseiro, mas aceitou prontamente a proposta. "Quando recebi a ligação de Mark, consegui perceber, pelo seu tom de voz, que o Alter Bridge era um projeto acerca do qual ele estava realmente empolgado" - conta Marshall.
Faltava ainda uma voz para dar mais força às canções, chamaram então o ex-vocalista do Mayfield Four, Myles Kennedy. Tremonti conhecia Myles de uma turnê do Creed em 1998, na qual tocaram com a antiga banda de Myles. Estava completa então a formação do novo projeto idealizado principalmente por Tremonti.

Logo original da banda

### One Day Remains: 2004–2006
Seu primeiro álbum foi gravado na mesma gravadora do Creed e também a do projeto solo de Scott Stapp, a Wind-Up Records. O álbum foi intitulado One Day Remains e foi lançado mundialmente no dia 10 de agosto de 2004.
Podem-se perceber nas canções algumas inevitáveis lembranças do Creed, mas isso é esperado, já que Tremonti participava ativamente da composição das canções do Creed e compôs este álbum praticamente sozinho, tendo a ajuda de Myles em algumas canções.
Começaram com o single "Open Your Eyes" de 2004, que se mostra a canção mais voltada à divulgação do álbum, mas nem por isso é de pouca qualidade. Lançaram o single "Broken Wings" em 2005. Uma das faixas especiais do álbum é a canção intitulada "In Loving Memory", de autoria de Tremonti, que foi feita em homenagem à sua mãe que faleceu devido a um câncer.

### Blackbird: 2007–2009

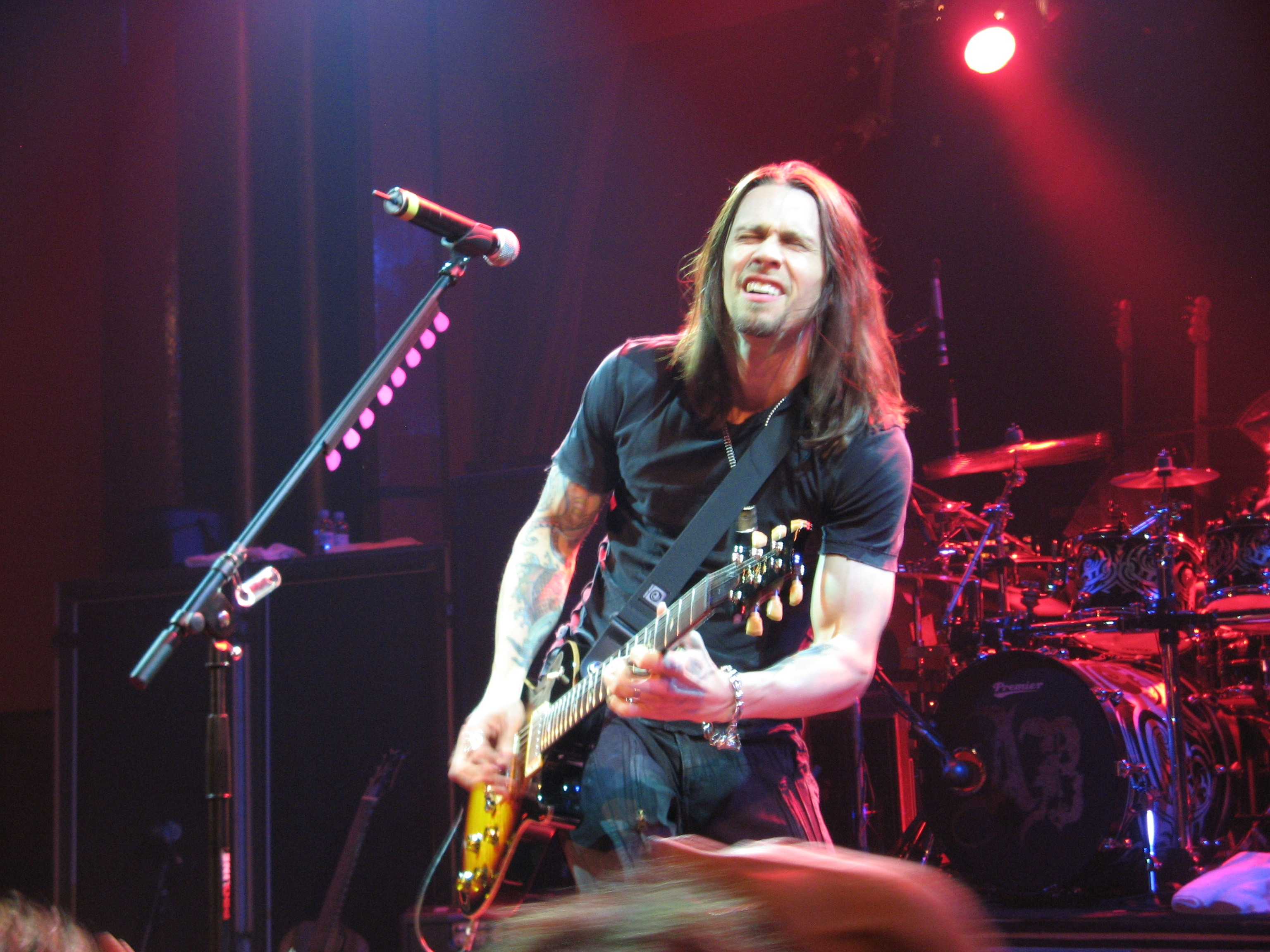
Myles Kennedy, vocalista da banda.

O grupo lançou seu segundo álbum de estúdio em 8 de outubro de 2007, intitulado Blackbird. Estreou na 37ª posição no UK Albums Chart, e na 2ª posição no UK Rock Albums Chart. Nos Estados Unidos, o disco estreou na 13ª posição na Billboard 200 e na 4ª posição na Billboard Rock Album, com vendas superiores a 47 mil cópias na primeira semana.
Nota-se nesse álbum uma pequena mudança do som feito pela banda, no instrumental, que ganhou mais peso. Ela se distancia mais ainda no que refere a semelhanças com o Creed, mas sem perder o som bem mais melódico e bem arranjado que o diferencia da antiga banda da maioria seus membros.

### AB III: 2010–2012
A nova página do MySpace para o DVD ao vivo foi criada. Mais tarde foi revelado pelo diretor Dan Catullo que quatro versões do DVD seriam lançadas, o primeiro dos quais foi lançado em 4 de agosto, e foi um único disco versão vendida exclusivamente em locais durante a turnê do Alter Bridge. O vocalista Myles Kennedy emitiu um pedido de desculpas aos fãs pelo atraso na sua página do MySpace e do site oficial da banda.
No início de 2010, a banda entrou em estúdio para começar a fase de pré-produção do terceiro álbum. O disco, intitulado AB III, foi gravado entre fevereiro e abril de 2010, em Miami. O álbum conta com 14 faixas inéditas da banda e foi lançado no dia 11 de outubro.

### Fortress: 2013
No ano de 2013 o grupo esteve novamente em estúdio para a gravação do quarto álbum da carreira, intitulado Fortress. O disco, contendo 12 faixas, teve seu lançamento no dia 8 de outubro na América do Norte, e no dia 30 de setembro no restante do mundo.

### The Last Hero: 2016 - 2018
Desde meados de 2015, a banda vinha em processo de gravação e composição das músicas do novo álbum, que foi anunciado no site oficial dia 26 de julho. Foram lançados dois singles no Spotify, que são: "Show me a Leader" e "My Champion", essa última foi liberada no dia 8 de Setembro. O lançamento previsto do CD na íntegra está para o dia 7 de outubro com pré-venda já disponível.

### Walk the Sky: 2019 - atualmente
Em junho de 2019, Alter Bridge anunciou uma turnê de arena no Reino Unido com Shinedown, Sevendust e The Raven Age a partir de dezembro de 2019, e que seu sexto álbum de estúdio, Walk the Sky, seria lançado em 18 de outubro de 2019. "É como um filme de John Carpenter - esse tipo de vibração da velha onda de sintetizadores", explicou Mark Tremonti em uma entrevista em 2019 com a Kerrang!, discutindo o Walk the Sky. "Alguém pode ouvir o disco e não tem ideia do que se pretendia, mas, para um lote de músicas, eu toquei em alguns loops antigos que criei ou encontrei aleatoriamente on-line, e trabalhei com eles em segundo plano para me inspirar a entrar em um direção diferente. Adorei trabalhar assim. Desafiamo-nos a não nos repetir e encontramos uma nova inspiração para adicionar uma camada diferente ao que fazemos. É particularmente desafiador quando você tem tantos registros, mas quando mostrei a Myles o que eu era pensando, ele absolutamente adorou e estava a bordo imediatamente."  O portal Loudwire o elegeu um dos 50 melhores discos de rock de 2019.
O álbum Pawns & Kings foi eleito como o segundo melhor álbum de guitarra de 2022 por leitores da Guitar World, que também elegeram o solo de guitarra da faixa título como o quinto melhor solo de guitarra de 2022.

## Integrantes
- Myles Kennedy - vocal, guitarra rítmica (2004-Presente)
- Mark Tremonti - guitarra solo, vocal de apoio (2004-Presente)
- Brian Marshall - baixo (2004-Presente)
- Scott Phillips - bateria, percussão (2004-Presente)

## Discografia

### Álbuns de estúdio
- 2004 - One Day Remains
- 2007 - Blackbird
- 2010 - AB III
- 2013 - Fortress
- 2016 - The Last Hero
- 2019 - Walk The Sky
- 2022 - Pawns & Kings

### Álbum ao vivo
- 2009 - Live from Amsterdam
- 2012 - Live at Wembley Stadium
- 2017 - Live at the O2 Arena + Rarities
- 2018 - Live at the Royal Albert Hall

### Singles
| Ano  | Canção                  | Posições nas paradas | Posições nas paradas | Posições nas paradas | Posições nas paradas | Álbum           |
| Ano  | Canção                  | Hot 100              | Main Rock            | Mod Rock             | UK Rock              | Álbum           |
| ---- | ----------------------- | -------------------- | -------------------- | -------------------- | -------------------- | --------------- |
| 2004 | "Open Your Eyes"        | 123                  | 2                    | 24                   | —                    | One Day Remains |
| 2005 | "Find the Real"         | —                    | 7                    | —                    | —                    | One Day Remains |
| 2005 | "Broken Wings"          | —                    | 29                   | —                    | —                    | One Day Remains |
| 2007 | "Rise Today"            | —                    | 3                    | 32                   | 3                    | Blackbird       |
| 2008 | "Ties That Bind"        | —                    | —                    | —                    | 3                    | Blackbird       |
| 2008 | "Watch Over You"        | —                    | 19                   | —                    | —                    | Blackbird       |
| 2008 | "Before Tomorrow Comes" | —                    | 29                   | —                    | —                    | Blackbird       |
| 2011 | "Isolation"             | —                    | 1                    | —                    | —                    | AB III          |
| 2013 | "Addicted To Pain"      | —                    | 4                    | —                    | —                    | Fortress        |
| 2016 | "Show Me a Leader"      |                      |                      |                      |                      | The Last Hero   |
| 2016 | "My Champion"           |                      |                      |                      |                      | The Last Hero   |

## Trilhas sonoras
| Ano  | Título         | Álbum                                   |
| ---- | -------------- | --------------------------------------- |
| 2005 | "Save Me"      | Elektra: The Album                      |
| 2005 | "Shed My Skin" | Fantastic 4: The Album                  |
| 2008 | "Rise Today"   | Terminator: The Sarah Connor Chronicles |
| 2011 | "Isolation"    | Dirt 3                                  |